# Curcuma euchroma
Curcuma euchroma là một loài thực vật có hoa trong họ Gừng. Loài này được Theodoric Valeton mô tả khoa học đầu tiên năm 1918.

## Lịch sử phân loại
Công bố danh pháp khoa học đầu tiên cho loài này là Amomum zerumbet của Johann Gerhard Koenig trong sách Observationes Botanicae của Anders Jahan Retzius xuất bản năm 1783, dựa theo mô tả trước đó của Georg Eberhard Rumphius (1627-1702) cho loài cây tại Java và đảo Ambon (ít thấy) gọi là zerumbed hay tommon, với danh pháp ông gán cho nó là Zerumbet claviculatum, trong sách Herbarium Amboinense xuất bản năm 1741. Tuy nhiên, danh pháp A. zerumbet này là không hợp lệ (nomen illegitimum) do nó đã được Carl Linnaeus sử dụng năm 1753 để chỉ loài khác sinh sống tại Ấn Độ và Đông Nam Á - nhưng không có trên đảo Java, với danh pháp chính thức hiện nay là Zingiber zerumbet (L.) Roscoe ex Sm., 1806. Điều này đã được Giseke nhận thấy khi ông định danh lại cho nó là Erndlia subpersonata.
Các danh pháp do Giseke, Roxburgh và Salisbury tạo ra năm 1792, 1810 và 1812 đều dẫn chiếu tới Amomum zerumbet của Koenig cũng như zerumbed của Rumphius. Roxburgh và Salisbury đều cho rằng nó có ở Ấn Độ; và mô tả cùng hình minh họa của Roxburgh thì phù hợp với C. picta.

## Phân bố
Loài này có tại Ấn Độ, Indonesia. Môi trường sống tự nhiên là không chắc chắn, do được trồng ở nhiều nơi để lấy thân rễ, ở cao độ 50–308 m.
Các tên gọi địa phương là temoe prit, temoe lati, temu ketek, temu giring, temu glenjeh  và temu ladi.